# Stealing Africa
|  | Denne artikel er oprettet af botten PalnaBot ud fra en ekstern database. Den kan derfor have sproglige fejl eller mangler. Denne skabelon kan fjernes efter kontrol af indholdet. |

Tyveriet af Afrika er en dokumentarfilm fra 2012 instrueret af Christoffer Guldbrandsen efter manuskript af Christoffer Guldbrandsen og Niels Borchert Holm.

## Handling
Den zambiske journalist Ernest Chanda optrevler en gigantisk skattekarrusel. Skiftende regeringer har i ledtog med verdens mægtigste råvarehandlere systematisk snydt Zambia for mange millioner dollars. Gennem årtier har usunde alliancer mellem internationale institutioner, svage, korrupte regeringer og multinationale selskaber ført til en ekstrem koncentration af rigdom på få hænder og tilsvarende fattigdom dér, hvor råvarerne kommer fra. Ernests mission er at udnytte et muligt politisk momentum i den nyligt tiltrådte regering til at tage et opgør med Glencore, et multinationalt mineselskab, der opererer i Zambia. Ernest kan ikke acceptere, at Glencore ikke stilles til ansvar for deres systematiske skattesvindel for gigantiske summer, der egentlig tilhører den zambiske befolkning. Ernests gruopvækkende opdagelsesrejse ind i Glencores forretningsmodel er filmens dramatiske motor. Parallelt møder vi aktører fra den globale råvarehandel, der afdækker hvordan systemet hænger sammen og hvilke interesser, der er på spil.